# Église Saint-Ignace de Mayence
Pour les articles homonymes, voir Église Saint-Ignace.
L'église Saint-Ignace de Mayence (Allemagne) est une église classique construite sur le modèle de l'église Saint-Gervais-Saint-Protais de Paris de 1763 à 1775. Elle est vouée à saint Ignace d'Antioche.

## Histoire
L'église date de la même époque que l'église des Augustins et que l'église Saint-Pierre, mais contrairement aux autres, elle appartient au style classique avec une majestueuse façade de grès qui mélange les ordres corinthien, ionique et dorique. Elle a été construite à la place d'une église du XIIIe siècle dans le centre historique de Mayence.
L'église est bâtie sur un plan cruciforme, d'après les projets de Johann Valentin Thoman (de), par l'architecte J.P. Jäger. Les fresques au plafond sont l'œuvre de Johann Baptist Enderle et montrent des scènes de la vie de saint Ignace. Elles ont été restaurées en 1902 et dans les années 1950.
La crypte abrite plus de 200 tombes, dont celles de certains des ouvriers qui édifièrent l'église. On remarque près de l'ancien cimetière de l'église un calvaire baroque, œuvre de Hans Backoffen pour sa sépulture et celle de sa femme, datant de 1519.

## Façade
La façade en grès s'inspire d'un exemple français du début du XVIIe siècle, l'église paroissiale Saint-Gervais-Saint-Protais à Paris. En particulier, la composition des colonnes doriques, ioniques et corinthiennes (" superposition ") et la forme correspondante des chapiteaux des pilastres correspondent au modèle français.
Bâtiment de l'église
Le plan de l'église est cruciforme. À l'origine, une tour au-dessus du chœur était prévue, mais elle n'a jamais été construite. Le plafond voûté au-dessus du plan en forme de croix est l'œuvre de Johann Valentin Thoman. Le langage clair des formes de l'intérieur bien conçu témoigne de la transition vers le classicisme.
Voûte de plafond
L'intérieur est décoré d'une magnifique peinture de plafond. Les peintures de plafond originales de 1773 à 1776, créées par Johann Baptist Enderle, montrent des scènes de la vie de saint Ignace. De 1902 à 1906, les dessins de Waldemar Kolmsperger ont été peints sur ou après l'aîné et restaurés en profondeur dans les années 1950. Dans les années 1980, St. Ignaz a été rénové l'avant-dernière fois, en 2017 à nouveau[1].
crypte
Sous le chœur, il y a une crypte. 198 des 261 anciennes tombes de fours sont encore conservées. Parmi les tombes se trouvent celles des artisans qui ont agrandi l'église.
Extérieur
À côté de l'église se trouve un ancien cimetière avec une copie d'un groupe de crucifixion de 1519, une fondation du sculpteur mayençais Hans Backoffen et de son épouse du XVIe siècle. Depuis 1995, le groupe de crucifixion à plusieurs figures est installé dans la cathédrale épiscopale et le musée diocésain (Mayence).

## Galerie

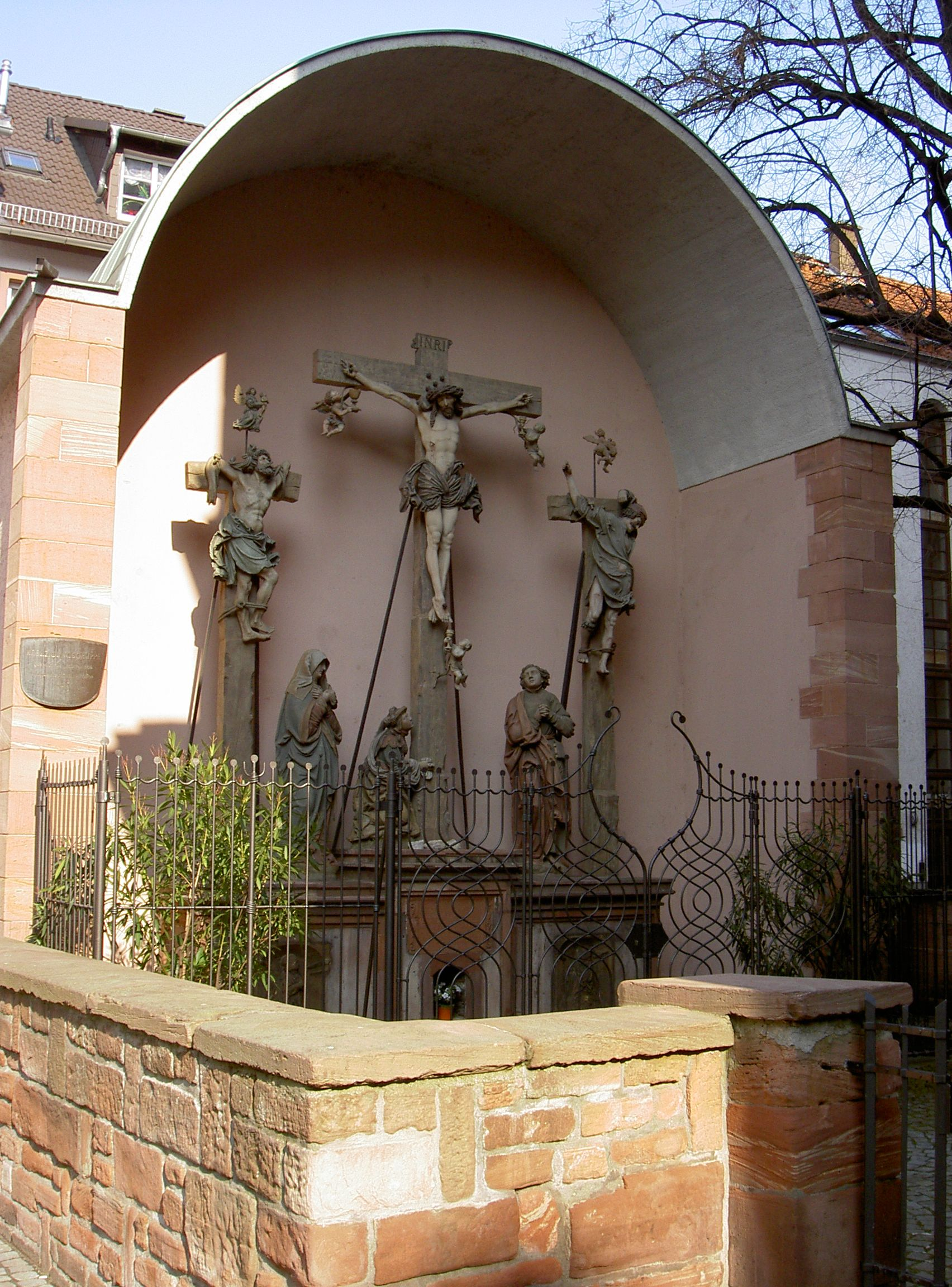
Calvaire de Backoffen.
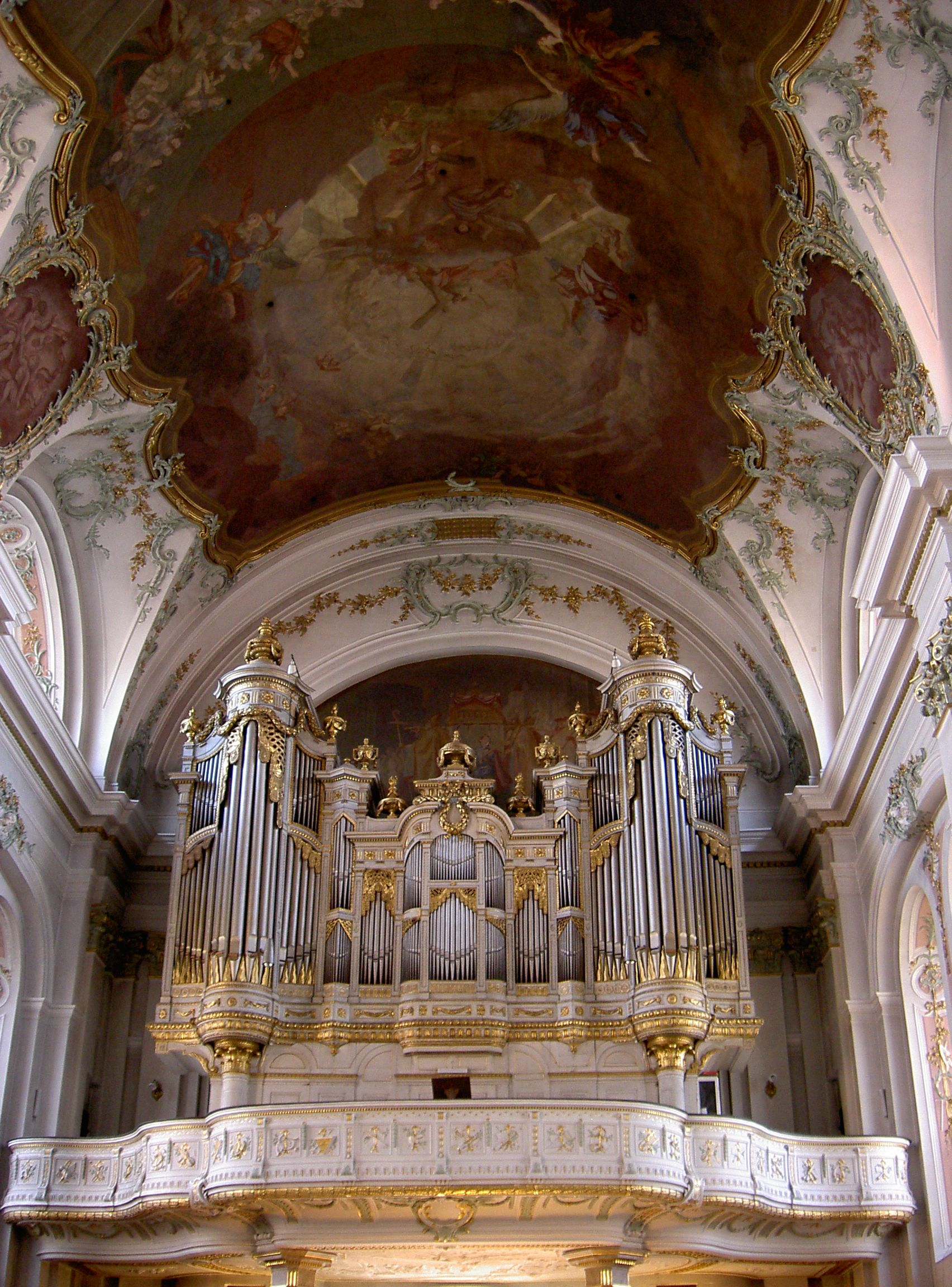
Les orgues de Saint-Ignace.
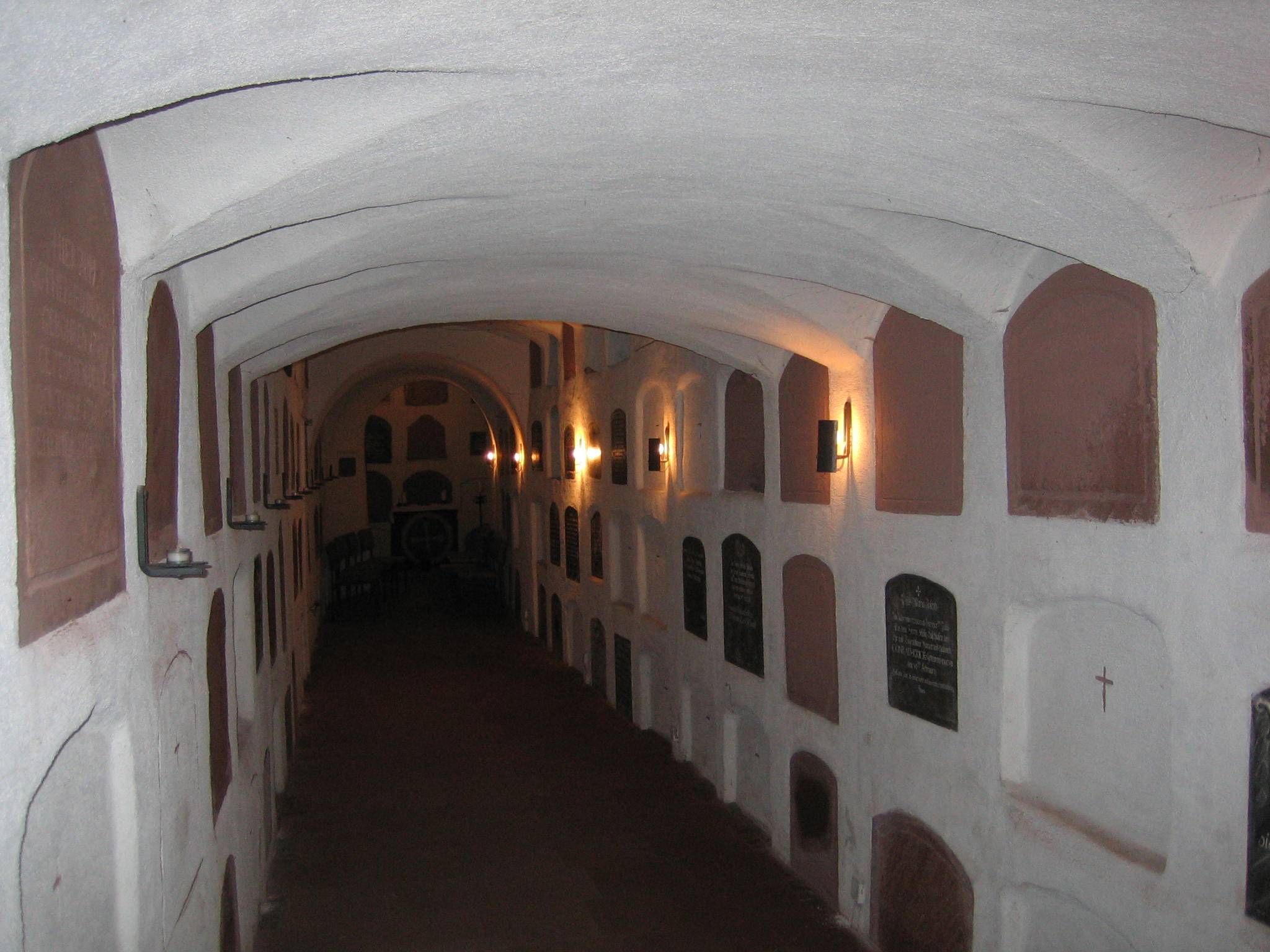
La crypte.
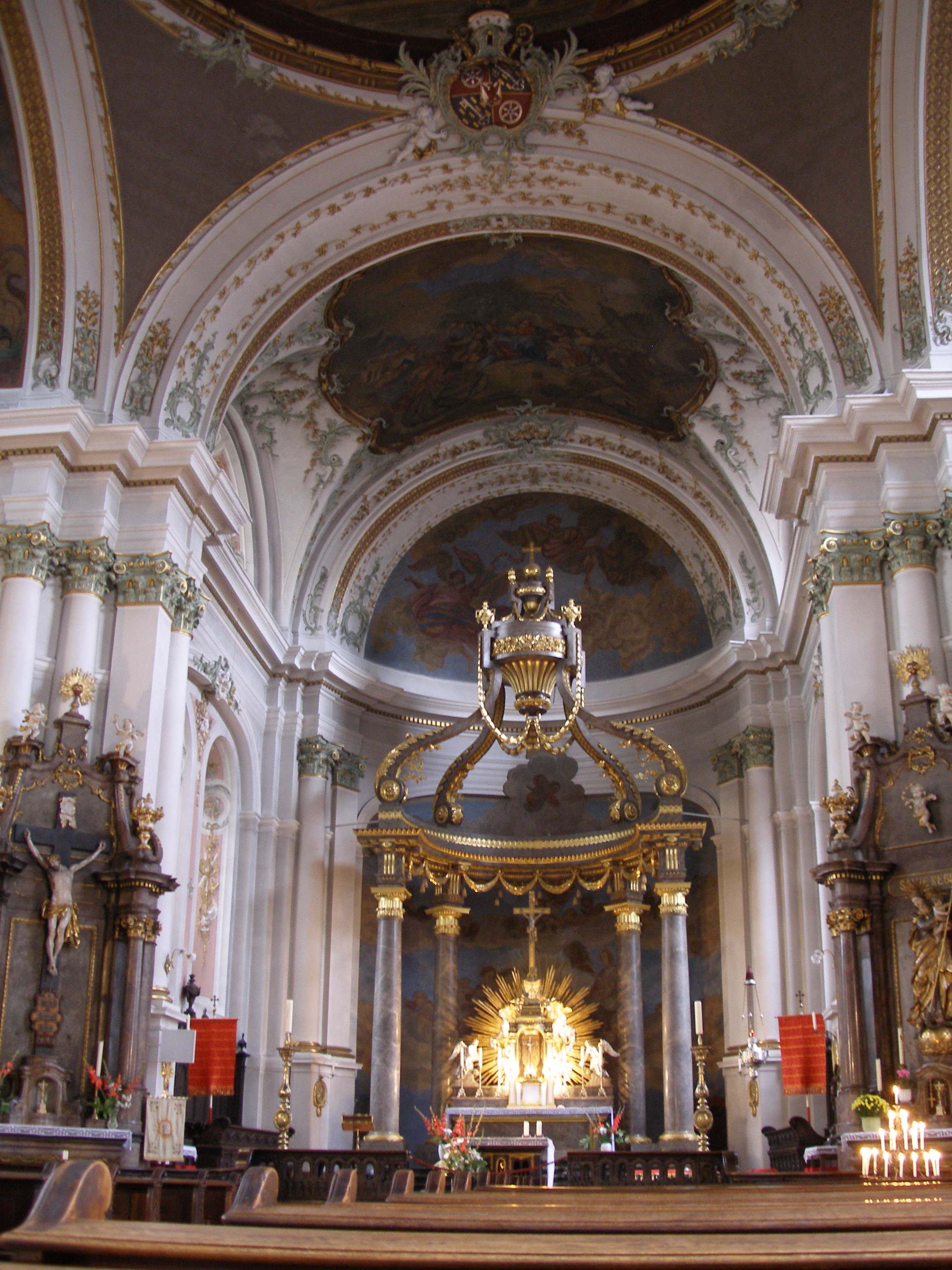
Intérieur de l'église.